# Гаран, Рональд Джон (младший)
Ро́нальд Джон Га́ран-младший (англ. Ronald John Garan, Jr.); род. 30 октября 1961, Йонкерс, штат Нью-Йорк) — американский астронавт, полковник ВВС США.

## Образование и научная карьера
Рональд Гаран окончил высшую школу имени Рузвельта в Йонкерсе (Roosevelt High School) в 1979 году. Затем Гаран окончил частный Эмбри-Риддл университет аэронавтики (Embry-Riddle Aeronautical University). Степень бакалавра в экономике (1982 год) Гаран получил в Государственном университете Нью-Йорка. В 1994 году Гаран получил степень магистра в области авиационной техники в Эмбри-Риддл университете, а в 1996 году — степень магистра в области космонавтики в университете штата Флорида.

## Карьера лётчика
После получения степени бакалавра, Гаран поступил на службу в ВВС США. В 1984 году в он получил звание второго лейтенанта в школе лётчиков на военно-воздушной базе Лэклэнд (Lackland Air Force Base) в штате Техас. В 1985 году он продолжил обучение на военно-воздушной базе Вэнс (Vance Air Force Base) в штате Оклахома. Он продолжил обучение полётам на истребителе F-16 военно-воздушной базе (Luke Air Force Base) в штате Аризона. В 1986—1988 годах Гаран служил на военно-воздушной базе Хан в ФРГ. В 1988 году он переведён на военно-воздушную базу (Shaw Air Force Base) в Южной Каролине. В 1989 году Гаран окончил лётную школу USAF Weapons School. С августа 1990 года по март 1991 года Гаран участвовал в войне в Персидском заливе. С 1991 по 1994 годы Гаран служил инструктором в USAF Weapons School. В 1994 году он служил лётчиком-испытателем и шеф-пилотом F-16 на военно-воздушной базе Иглин (Eglin Air Force Base) в штате Флорида. С января по декабрь 1997 года обучался в школе лётчиков-испытателей морской авиации (United States Naval Test Pilot School) в штате Мэриленд. Затем он продолжил службу на военно-воздушной базе Иглин (Eglin Air Force Base) в штате Флорида.
За годы службы в ВВС Рональд Гаран налетал более 5000 часов на более тридцати типах самолётов.

## Карьера астронавта

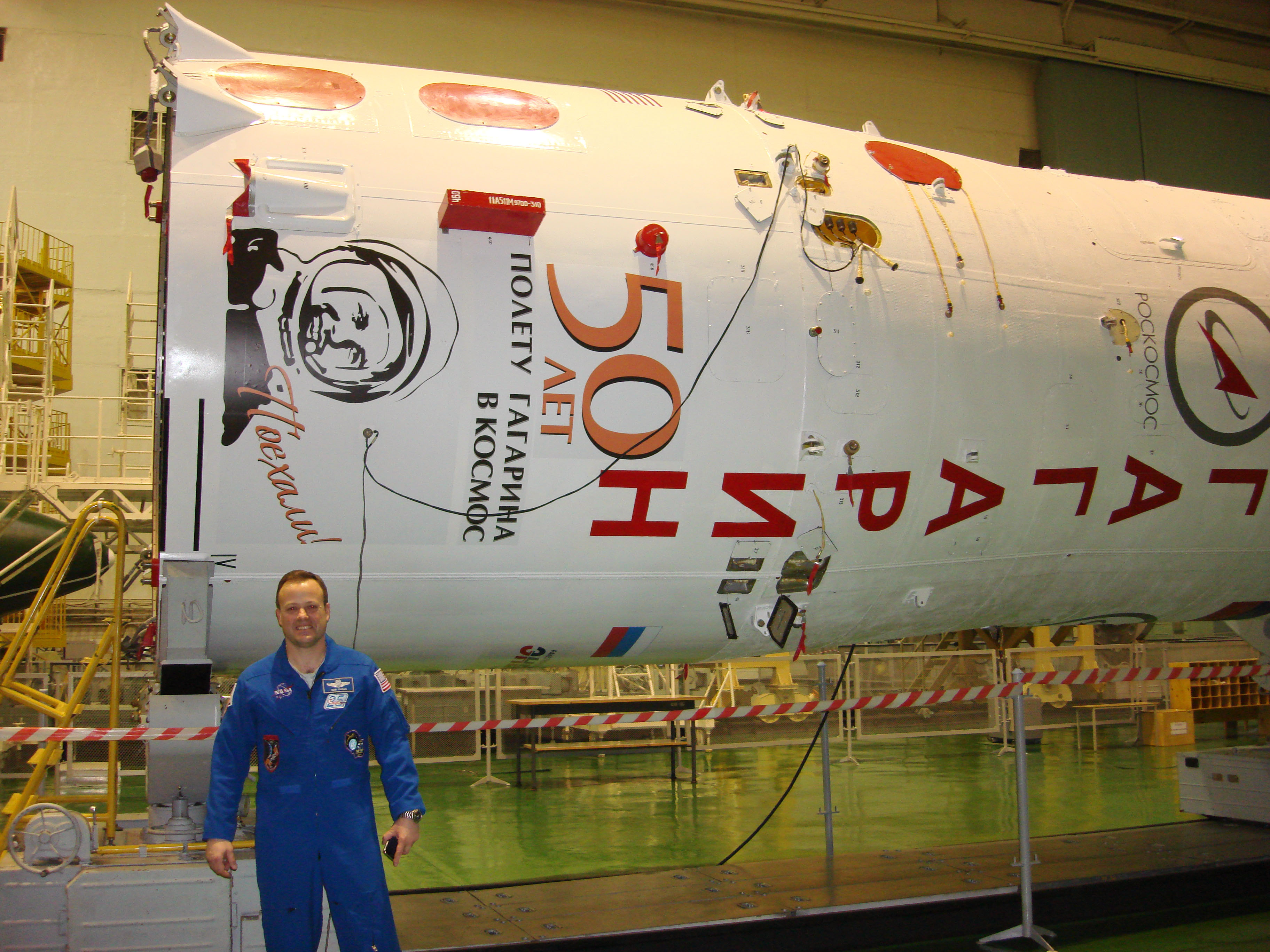
Гаран стоит рядом с ракетой-носителем корабля «Союз ТМА-21», который доставил его в космос в апреле 2011 года

В июле 2000 года Рональд Гаран был отобран в группу подготовки астронавтов. С августа 2000 года Боуэн проходил двухлетнюю космическую подготовку в качестве специалиста полёта. Затем он начал работу в группе технической поддержки Международной космической станции и Спейс шаттл. В апреле 2006 года Гаран провёл восемнадцать суток в подводной лаборатории «Аквариус».
Первый космический полёт Гаран совершил в июне 2008 года в экипаже шаттла «Дискавери» STS-124. В ходе этого полёта Гаран трижды выходил в открытый космос. Продолжительность полёта — 13 суток 18 часов 13 минут. Продолжительность трёх выходов в открытый космос — 20 часов 32 минуты.
Второй раз Рональд Гаран отправился в космос 4 апреля 2011 года. На этот раз на российском корабле «Союз ТМА-21». В составе долговременных экспедиций 27 и 28 Гаран пробыл на Международной космической станции до сентября. Продолжительность второго полёта — 164 сутки 5 часов 41 минута.
Общая продолжительность двух полётов — 177 суток 23 часа 54 минуты.

## После полётов
Уволился из НАСА в 2013 году.

## Личная жизнь
Рональд Гаран женат. Его жена Кармел Кортни (Carmel Courtney). В их семье трое сыновей.
Гаран увлекается катанием на лыжах, футболом. Он проводит занятия с детьми в воскресной школе.
Рональд Гаран — католик. 24 июня 2009 года он имел аудиенцию у Римского Папы Бенедикта XVI.
Предки Рональда Гарана эмигрировали в Америку из России.
Рональд Гаран основал фонд Manna Energy Foundation, который внедряет уникальную систему очистки воды в деревнях Руанды.

## Книги
- Рон Гаран. Из космоса границ не видно. = The Orbital Perspective. Lessons in Seeing the Big Picture from a Journey of 71 Million Miles. — М.: Манн, Иванов и Фербер, 2015. — 192 с. — (МИФ. Кругозор). — 1500 экз. — ISBN 978-5-00057-831-5.